# Amadou Sidibé
Pour les articles homonymes, voir Sidibé.
Amadou Sidibé est un footballeur malien né le 19 février 1986. Il évolue au poste de défenseur/milieu de terrain gauche.
Il a notamment participé à la Coupe d'Afrique des nations 2008 avec l'équipe du Mali.

## Biographie
Amadou Sidibé signe à l'été 2008 à l'AJ Auxerre en provenance du Djoliba AC. Arrivé jeune à l'AJ Auxerre, il est souvent remplaçant dans l'équipe A et joue généralement avec l'équipe réserve. 
Il joue son premier match en équipe première le 30 mai 2009 contre le FC Nantes au Stade de la Beaujoire.
Alors qu'il fait partie des titulaires de son équipe nationale lors de la saison 2011-2012, il ne peut participer à la CAN de janvier 2012 à cause d'une blessure.
Il se retrouve sans club le 30 juin 2013 lors de la fin de son contrat avec l'AJ Auxerre.

## Statistiques
| Saison      | Club       | Pays   | Championnat | Championnat | Championnat | Championnat  | Championnat  | Coupe d'Europe | Coupe d'Europe | Coupe d'Europe |
| Saison      | Club       | Pays   | Division    | Matchs      | Buts        | Cartons      | Cartons      | Type           | Matchs         | Buts           |
| ----------- | ---------- | ------ | ----------- | ----------- | ----------- | ------------ | ------------ | -------------- | -------------- | -------------- |
| Saison      | Club       | Pays   | Division    | Matchs      | Buts        | Carton jaune | Carton rouge | Type           | Matchs         | Buts           |
| 2007 - 2008 | Djoliba AC | Mali   | Division 1  | ?           | ?           | ?            | ?            | -              | -              | -              |
| 2008 - 2009 | AJ Auxerre | France | Ligue 1     | 1           | 0           | 0            | 0            | -              | -              | -              |
| 2009 - 2010 | AJ Auxerre | France | Ligue 1     | 0           | 0           | 0            | 0            | -              | -              | -              |
| 2010 - 2011 | AJ Auxerre | France | Ligue 1     | 10          | 0           | 2            | 0            | C1             | 0              | 0              |
| 2011 - 2012 | AJ Auxerre | France | Ligue 1     | 12          | 0           | 0            | 0            | -              | -              | -              |

## Bilan
- 23 matchs (0 but) en Ligue 1 avec l'AJ Auxerre.
- 15 matchs (0 but) en Ligue 2 avec l'AJ Auxerre.
- 53 matchs (3 buts) en CFA avec l'AJ Auxerre B.
- 12 matchs (0 but) en sélection nationale du Mali.